# Мюльхаймский мост (Кёльн)
Мюльхаймский мост (нем. Mülheimer Brücke) — висячий автодорожный мост через Рейн, расположенный в Кёльне (Германия, федеральная земля Северный Рейн-Вестфалия). Соединяет городские районы Кёльн-Мюльхайм и Кёльн-Риль. По мосту проходит федеральная автодорога B51 (de:Bundesstraße 51).
Выше по течению находится Зоопарковый мост, ниже — Леверкузенский мост.

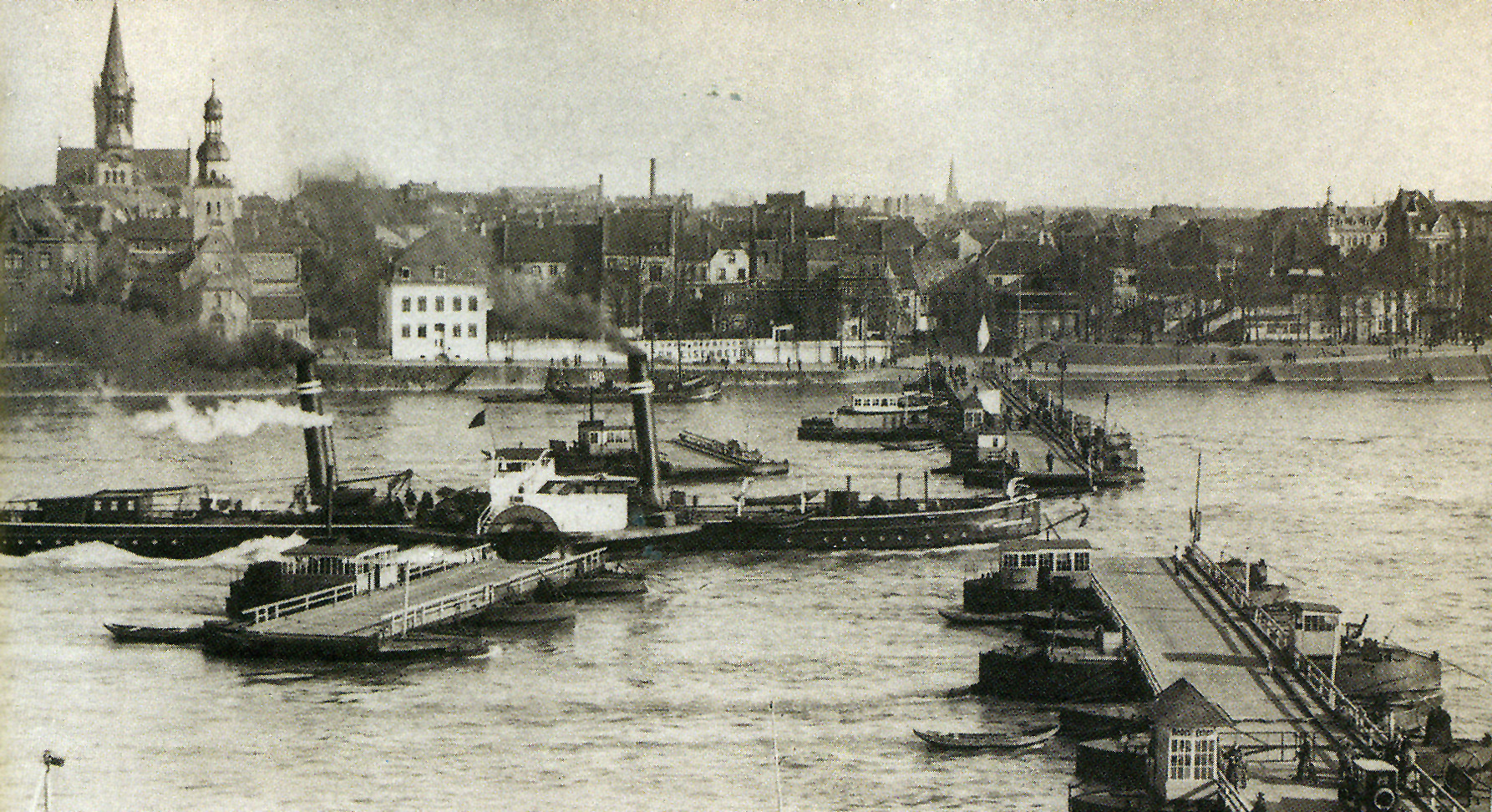
Корабельный мост в 1888 году

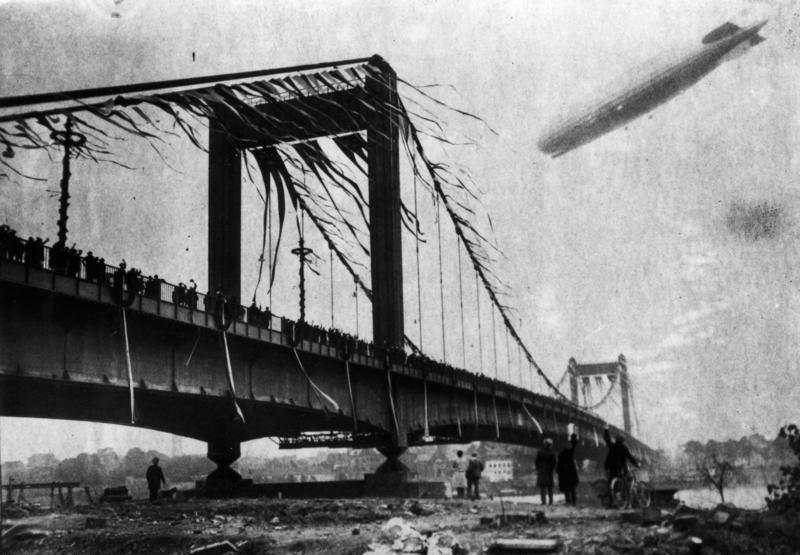
Торжественное открытие Мюльхаймского моста 13 октября 1929 года

## История
До 1927 года между Мюльхаймом и Рилем существовал понтонный мост через Рейн, носивший название Корабельного моста. После включения Мюльхайма в состав Кёльна 1 апреля 1914 года (Риль вошёл в состав Кёльна ещё 1 апреля 1888 года) было принято решение о строительстве постоянного моста через Рейн. Однако первая мировая война и послевоенная инфляция задержали начало реализации проекта более чем на 10 лет.
Комитет под председательством Ганса Бёклера из ряда конкурсных проектов отобрал проект монументального арочного моста, предложенный компанией Friedrich Krupp AG Hoesch-Krupp. Тем не менее, тогдашний обер-бургомистр Кёльна Конрад Аденауэр настаивал на реализации проекта компании Felten & Guilleaume, которая предложила создание лёгкого висячего моста. У каждого из проектов были как свои сторонники, так и противники. 28 апреля 1927 года 43 голосами против 36 городской совет Кёльна окончил т. н. «кёльнский мостовой спор» в пользу висячего моста (проект Адольфа Абеля).
Строительство моста началось 19 мая 1927 года. 20 июня был закрыт понтонный Корабельный мост. 13 октября 1929 года мост был торжественно открыт. Стоимость строительства составила 10 млн. рейхсмарок. 14 октября 1944 года во время бомбардировки Кёльна британской авиацией мост был разрушен.
13 октября 1949 года началось восстановление моста на сохранившихся опорах по проекту кёльнского архитектора Вильгельма Рифана, руководство строительными работами осуществлял инженер Фриц Леонгард.
Благодаря применению стали повышенной прочности St52, сварных соединений, а также использованию новой формы для пролетного строения, общий вес металлоконструкций моста уменьшился с 13500 тонн до 5800 т. Для движения мост был открыт 8 сентября 1951 года. Стоимость восстановления моста составила 12,2 млн. марок. В 1976—1977 годах были выполнены работы по реконструкции моста.

## Конструкция
- Количество пилонов — 2
- Высота пилонов — 50,5 м
- Расстояние между пилонами (в верхней части) — 21,3 м
- Материал пилонов — сталь
- Материал полотна — сталь
- Материал канатов — сталь
- Провис каната — 35,0 м
- Схема пролетов — 4 × 23.4 м — 2 × 52.1 м — 85 м — 315 м — 85 м
- Главный пролёт — 315 м
- Общая длина — 682,8 м
- Ширина моста — 27,2 м
- Ширина проезжей части — 17,2 м